# Don Blech und der goldene Junker
Don Blech und der goldene Junker ist eine vierteilige Fernsehserie der Augsburger Puppenkiste aus dem Jahr 1973. Der Film basiert auf dem gleichnamigen Kinderbuch von Max Kruse.

## Handlung
Die Handlung wurde gemäß den vier Episoden in vier Abschnitte unterteilt.

### Hohlkopf und Scheppertonne
Nachdem die Blechbüchsenarmee auf Wunsch von Prinz Panja aufgelöst worden ist, geht General Don Blech in den Ruhestand. Zusammen mit seinem Sohn Donito bastelt er ein Reiterstandbild, das er um Mitternacht auf den Namen Junker Hohlkopf und Scheppertonne tauft. Als ein Blitz einschlägt, wird das Standbild lebendig. Der böse Junker Hohlkopf droht damit, die Welt zu zerstören und reitet auf seinem Pferd Scheppertonne weg. Er  richtet überall Unheil an und Don Blech beschließt, dem Junker nachzujagen. Zusammen mit seinen Freunden Tura, dem Turaco-Vogel, dem Stier Schmuser und Donito macht sich Don Blech am nächsten Tag auf, um den Junker zu stellen. Jedoch werden sie von Dorfbewohnern für den bösen Ritter gehalten, verurteilt und in einen Kerker geworfen.

### Die Didniks
Mit seiner Eroberung des Meeres richtet der Junker Hohlkopf erheblichen Schaden an. Derweil befreit Tura seine immer noch gefangenen Freunde mit einem Trick aus dem Kerker. Nun verfolgen sie den goldenen Junker auf dem Meer, der unterdessen wiederum die Insel der Didniks erobert hat. Die Didniks sind freundliche kleine, menschenähnliche Geschöpfe, die in der Lage sind, zu „fliepfen“ (eine Mischung aus fliegen und hüpfen). Gerne würden sie einmal richtige Menschen kennenlernen und sind nun umso schockierter, als Junker Hohlkopf sich selber zum König ernennt und sie terrorisiert. Unter anderem nimmt er die Burg des Bürgermeisters und Dorfweisen Adnik ein.

### Nassi
Die verzweifelten Didniks holen sich bei dem Seeungeheuer Nassi einen Rat, wie sie den Junker besiegen können. Sie versuchen den Junker mit Spuken zu verjagen. Da dieser keine Angst zu haben scheint, überreden sie Nassi, für Honigbonbons als Gegenleistung den Junker zu beseitigen. In der folgenden Nacht beseitigt Nassi den Junker und Scheppertonne über den Brunnen. Am nächsten Tag erreicht Don Blech endlich die Insel der Didniks. Die Didniks halten ihn jedoch für einen bösen Ritter und nehmen ihn und seine Freunde daraufhin fest.

### Ein Fest
Entgegen den Erwartungen der Didniks hat Junker Hohlkopf überlebt, da der Brunnen, in den Nassi ihn geworfen hat, eine Verbindung zum See hat. Die Didniks haben sich mittlerweile mit Don Blech und seinen Freunden dank der gemeinsamen Liebe zu Schmetterlingen angefreundet. Gemeinsam ziehen sie in den Krieg gegen Junker Hohlkopf und Scheppertonne. Im Kampf besiegt Don Blech den Junker schließlich mit seiner Zange. Um dieses Ereignis zu feiern, geben die Didniks ein großes Fest für alle. Nassi ist beleidigt, dass niemand mehr an sie denkt und macht das Boot mit den Trümmern des Unholds vom Ufer los. So endet die Geschichte zwar damit, dass ein Fest gefeiert wird, die Feiernden aber hoffen, dass niemand die Trümmer findet und wieder richtig zusammensetzt.

## Synchronisation
| Figur           | Funktion                   | Sprecher |
| --------------- | -------------------------- | --- |
| Don Blech       | ehemaliger General         | Walter Schellemann |
| Donito          | sein Sohn                  | Klaus Marschall |
| Tura            | ein Turaco-Vogel           | Herbert Meyer |
| Schmuser        | ein Stier                  | Gerhard Jentsch |
| Junker Hohlkopf | ein lebendiger Blechritter | Arno Bergler |
| Scheppertonne   | sein Blechpferd            | Horst Emanuel |
| Adnik           | Bürgermeister der Didniks  | Gotthard Ebert |
| Hadnik          | Didnikwirt                 | Heinz Bernstein |
| Bednik          | ein Didnik                 | Sepp Wäsche |
| Nassi           | ein Seeungeheuer           | Margot Schellemann |
| Cednik          | Bedniks Frau               | Christel Peschke (Dialoge), Gunda-Maria Jentsch (Gesang)                                                                         |
| Zetnik          | Didnik-Schullehrer         | Klaus Martin Heim |
| Seepferdchen    | -                          | Gerlind Ohst, Christel Peschke und Heinz Bernstein                                                                               |
| Riesenkrake     | -                          | Walter Oehmichen |
| Wal             | -                          | Sepp Wäsche |
| Delphin         | -                          | Manfred Jenning |
| Bauern          | -                          | Herbert Meyer, Walter Schellemann, Walter Oehmichen, Gotthard Ebert, Klaus Martin Heim und Heinz Bernstein                       |
| Richter         | -                          | Klaus Martin Heim |
| Didnikvolk      | -                          | Herbert Meyer, Gotthard Ebert, Christel Peschke, Gunda-Maria Jentsch, Klaus Martin Heim, Hannelore Marschall und Heinz Bernstein |
| Vogelscheuche   | -                          | Walter Oehmichen |
| Panja           | Prinz                      | Gerlind Ohst |

## Rezeption
Michael Reufsteck und Stefan Niggemeier bezeichnen die Serie im Fernsehlexikon als „weniger empfehlenswerte[s] Stück[...]“ der Augsburger Puppenkiste. Dies begründen sie mit dem oft vorkommenden „praktischen Nutzen von Gewaltanwendung“, das „aber immerhin zugleich [durch] Trägheit“ propagiert würde.

## Sonstiges
- Die Serie wurde am 2., 9., 16. und 23. Dezember 1973 im Deutschen Fernsehen ausgestrahlt.[2]
- Don Blech ist ein Spin-off von Gut gebrüllt, Löwe aus der Löwen-Reihe von Max Kruse, welches 1967 ebenfalls als Vierteiler von der Puppenkiste verfilmt wurde. In diesem wurde General Blech noch von Ernst Josef Ammann synchronisiert.
- Ein Running Gag der Filme ist, dass die ersten drei Folgen damit enden, dass Don Blech und seine Gefährten irgendwie in Bedrängnis geraten und Tura daraufhin klagt, dass das alles nur wegen eines dummen Schmetterlings passiert sei. Nach dem Sieg über den goldenen Junker erkennt Tura stattdessen an, dass er es trotz eines dummen Schmetterlings geschafft habe.

## Medien
Don Blech und der goldene Junker erschien erstmals 1997/98 als VHS, jeweils zwei Folgen auf einer VHS. Am 11. März 2004 erschien erstmals die DVD bei hr-media. Seit dem 28. Oktober 2010 ist eine Neuauflage von S.A.D. Home Entertainment GmbH auf dem Markt. Don Blech und der goldene Junker ist in mehreren Editionen als DVD vertreten. Die Originalsoundtracks sind auf einigen CDs erschienen. Die hr-media produzierte außerdem 1973 ein Hörspiel mit Originalton. Alle drei Bände der Buchvorlage wurden 1973–75 vom Walt Disney Musikverlag ebenfalls mit der Augsburger Puppenkiste und Originalliedern als Hörspiele umgesetzt.